# Xiphophyllum pallidenotatum
Xiphophyllum pallidenotatum är en insektsart som först beskrevs av Brunner von Wattenwyl 1895.  Xiphophyllum pallidenotatum ingår i släktet Xiphophyllum och familjen vårtbitare. Inga underarter finns listade i Catalogue of Life.